# What becomes of the brokenhearted
What becomes of the brokenhearted is een soulnummer, in 1966 geschreven door James Dean, Paul Riser en William Weatherspoon. Het lied, een Motown-klassieker van Jimmy Ruffin, is regelmatig gecoverd. Als single werd het in Nederland en Vlaanderen een hit voor onder anderen Dave Stewart & Colin Blunstone.

## Jimmy Ruffin
What becomes of the brokenhearted is een single van de Amerikaanse soulzanger Jimmy Ruffin uit de zomer van 1966. Het nummer dat op een sublabel van Berry Gordy's platenmaatschappij Motown Records verscheen, is geschreven door William Weatherspoon, Paul Riser en James Dean. De B-kant van het plaatje was Baby I've got it.
Weatherspoon, Riser en Dean schreven het nummer, met de voorlopige titel Crying in the night, eigenlijk voor The Spinners, toen een grote band binnen de Motownstal. Jimmy Ruffin vroeg aan Dean of hij het mocht zingen, omdat het onderwerp hem bijzonder aansprak. Detail daarbij is dat Jimmy (1936-2014) de oudere broer was van David Ruffin (1941-1991), die toen leadzanger was van The Temptations, concurrent van The Spinners. Dean stemde toe, mede omdat het thema, een gebroken hart en eenzaamheid, beter past bij solozang dan bij groepszang. Zo mocht Jimmy het opnemen onder leiding van producers Weatherspoon en William "Mickey" Stevenson. Hij gaf er het voor hem bedoelde Beauty is only skin deep voor op, dat vervolgens naar The Temptations ging. Ruffin werd in de opnamen bijgestaan door Motowns vaste achtergrondzangers The Originals (Freddie Gorman, Walter Gaines, Hank Dixon, C.P. Spencer) en The Andantes (Jackie Hicks, Marlene Barrow, Louvain Demps). De muzikale begeleiding werd verzorgd door The Funk Brothers, de vaste instrumentale groep van Motown. Al deze vocale en instrumentale sessiemuzikanten bleven anoniem, zoals bij Motown gebruikelijk.
De liedtekst werd voorafgegaan door een gesproken tekst tijdens de instrumentale intro:
A world filled with love is a wonderful sight.
Being in love is one's heart's delight.
But that look of love isn't on my face.
That enchanted feeling has been replaced.

Deze tekst werd bij de single-uitvoering weggelaten, waardoor de intro relatief lang is voordat de solozanger inzet. De tekst werd later wel ten gehore gebracht bij de uitgaven via het verzamelalbum The Ultimate Motown Collection (2003) en The Motown Box (2005).
Het lied behaalde in de Verenigde Staten een zevende plaats in de Billboard Hot 100, in het Verenigd Koninkrijk de 10e plaats in 15 weken. Voor Ruffin, die al sinds 1961 een bescheiden plaats innam in de Motown-stal van Berry Gordy, was dit een grote doorbraak en een succes dat hij nooit meer heeft kunnen evenaren. De song werd een Motown-klassieker. Velen beschouwen dit lied van een in eenzaamheid en verdriet ronddolende "Wanderer" als het meest gepassioneerde dat Motown heeft afgeleverd. Nederland liet het plaatje links liggen, gezien het feit dat het de Nederlandse Top 40 niet haalde.
Jimmy Ruffin verliet Motown in 1971 en vestigde zich in het Verenigd Koninkrijk, waar hij een trouwe schare fans had. Toen hij in 1974 een contract tekende met platenmaatschappij Polydor en er mogelijk hernieuwde belangstelling voor hem zou komen, haastte Tamla Motown zich om What becomes of the brokenhearted opnieuw uit te brengen. Zo werd het lied opnieuw een zomerhit die het deze keer zelfs bracht tot de vierde plaats in de Britse hitparade. Het Amerikaanse Motown bleef niet achter en bracht het nummer in januari 1975 ook opnieuw uit. Als B-kant fungeerde nu Don't you miss me a little bit baby, geschreven en geproduceerd door Norman Whitfield, dat in 1967 een weinig succesvolle single voor Ruffin was geweest.

### Motown
Covers zijn er van diverse Motown-artiesten zoals Diana Ross & The Supremes (inclusief de gesproken intro), The Contours en The Isley Brothers, die onder de titel What becomes of the brokenhearted (Smile) een antwoord op de songtekst gaven. Zij zongen een andere melodielijn boven exact dezelfde basistape van The Funk Brothers, The Andantes en The Originals. Ruffin zelf maakte een versie in het Italiaans onder de titel Se Decidi Così.
In de documentaire Standing in the Shadows of Motown (2003) van Paul Justman over The Funk Brothers begeleiden zij Joan Osborne in een geladen uitvoering van What becomes of the brokenhearted. De zangeres herinnert zich in de documentaire hoe zij avond aan avond naar hetzelfde café ging om in de jukebox steeds maar weer dit nummer te draaien.
Het lied werd door tal van andere artiesten opgenomen. Geen van die versies haalde het succes van het origineel. Opvallend daarbij is dat de versie van Blunstone en Stewart wel de Nederlandse hitparades wist te bereiken.

### NPO Radio 2 Top 2000
What Becomes of the Brokenhearted stond alleen in 1999 in de NPO Radio 2 Top 2000, op plek 1862.

## Dave Stewart & Colin Blunstone
De coverversies hadden weinig succes totdat in 1980 Dave Stewart (synthesizer) het lied opnam met Colin Blunstone (zang). De hese stem van Blunstone paste goed bij de melancholieke tekst. Het werd opnieuw een succes in de Britse singlelijst (10 weken, hoogste plaats 13) en Nederland. De Single Top 100 noteerde zes weken met een hoogste plaats 25, de Nederlandse Top 40 zes weken en plaats 22, de Vlaamse Top 50 zeven weken met plaats 15. Als gevolg daarvan kwam het ook voor op het livealbum Odessey & Oracle: 40th Anniversary Live Concert met Rod Argent achter de piano.

### Hitnoteringen

#### Nederlandse Top 40
| Hitnotering: 09-05-1981 t/m 13-06-1981 | Hitnotering: 09-05-1981 t/m 13-06-1981 | Hitnotering: 09-05-1981 t/m 13-06-1981 | Hitnotering: 09-05-1981 t/m 13-06-1981 | Hitnotering: 09-05-1981 t/m 13-06-1981 | Hitnotering: 09-05-1981 t/m 13-06-1981 | Hitnotering: 09-05-1981 t/m 13-06-1981 | Hitnotering: 09-05-1981 t/m 13-06-1981 |
| Week:                                  | 1                                      | 2                                      | 3                                      | 4                                      | 5                                      | 6                                      |                                        |
| -------------------------------------- | -------------------------------------- | -------------------------------------- | -------------------------------------- | -------------------------------------- | -------------------------------------- | -------------------------------------- | -------------------------------------- |
| Positie:                               | 32                                     | 26                                     | 26                                     | 22                                     | 23                                     | 39                                     | uit                                    |

#### NederlandseSingle Top 100
| Hitnotering: 16-05-1981 t/m 20-06-1981 | Hitnotering: 16-05-1981 t/m 20-06-1981 | Hitnotering: 16-05-1981 t/m 20-06-1981 | Hitnotering: 16-05-1981 t/m 20-06-1981 | Hitnotering: 16-05-1981 t/m 20-06-1981 | Hitnotering: 16-05-1981 t/m 20-06-1981 | Hitnotering: 16-05-1981 t/m 20-06-1981 | Hitnotering: 16-05-1981 t/m 20-06-1981 |
| Week:                                  | 1                                      | 2                                      | 3                                      | 4                                      | 5                                      | 6                                      |                                        |
| -------------------------------------- | -------------------------------------- | -------------------------------------- | -------------------------------------- | -------------------------------------- | -------------------------------------- | -------------------------------------- | -------------------------------------- |
| Positie:                               | 35                                     | 36                                     | 25                                     | 33                                     | 36                                     | 50                                     | uit                                    |

#### VlaamseRadio 2 Top 30
| Hitnotering: 25-04-1981 t/m 02-05-1981 Hitnotering: 23-05-1981 t/m 30-05-1981 | Hitnotering: 25-04-1981 t/m 02-05-1981 Hitnotering: 23-05-1981 t/m 30-05-1981 | Hitnotering: 25-04-1981 t/m 02-05-1981 Hitnotering: 23-05-1981 t/m 30-05-1981 | Hitnotering: 25-04-1981 t/m 02-05-1981 Hitnotering: 23-05-1981 t/m 30-05-1981 | Hitnotering: 25-04-1981 t/m 02-05-1981 Hitnotering: 23-05-1981 t/m 30-05-1981 | Hitnotering: 25-04-1981 t/m 02-05-1981 Hitnotering: 23-05-1981 t/m 30-05-1981 | Hitnotering: 25-04-1981 t/m 02-05-1981 Hitnotering: 23-05-1981 t/m 30-05-1981 |
| Week:                                                                         | 1                                                                             | 2                                                                             |                                                                               | 3                                                                             | 4                                                                             |                                                                               |
| ----------------------------------------------------------------------------- | ----------------------------------------------------------------------------- | ----------------------------------------------------------------------------- | ----------------------------------------------------------------------------- | ----------------------------------------------------------------------------- | ----------------------------------------------------------------------------- | ----------------------------------------------------------------------------- |
| Positie:                                                                      | 18                                                                            | 20                                                                            | uit                                                                           | 23                                                                            | 23                                                                            | uit                                                                           |

#### NPO Radio 2 Top 2000
| Nummer met noteringen in de NPO Radio 2 Top 2000 | '01  | '02-'03 | '04  | '05  |
| ------------------------------------------------ | ---- | ------- | ---- | ---- |
| What Becomes of the Broken Hearted               | 1765 | -       | 1891 | 1921 |

1. ↑  Een '-' betekent dat het nummer niet was genoteerd en een vetgedrukt getal geeft de hoogste notering aan.
2. ↑  2001 was het eerste jaar met een notering voor dit nummer.
3. ↑  Deze tabel is bijgewerkt tot en met de laatste editie (2024).

## Andere covers
Andere covers maakten Andy MacKay (saxofonist van Roxy Music met een instrumentale versie), Boy George, Steve Harley, Westlife, Jim Diamond, Rod Stewart, Joe Cocker, Vonda Shepard en anderen. De muziek werd ook gebruikt in films of televisieseries zoals JAG, Coronation Street en Ally McBeal.